# Срећа на ланцу
„Срећа на ланцу” (словен. Sreča na vrvici) је југословенски и словеначки филм из 1977. године. Режирао га је Јане Кавчич а сценарио су написали Јане Кавчич и Витан Мал.

## Улоге
| Глумац          | Улога                |
| --------------- | -------------------- |
| Матјаж Груден   | Матић                |
| Матија Тавчар   | Црни Блиск           |
| Нино де Глериа  | Рок                  |
| Полона Рајстер  | Нели                 |
| Андреј Ђорђевић | Рјовечи Бик          |
| Весна Јевникар  | Милена               |
| Наташа Ројц     | Наташа               |
| Нина Зидарић    | Нивес                |
| Јуриј Зарги     | Борис                |
| Лидија Козлович | Мама                 |
| Иво Бан         | Човек из ноћне смене |
| Бране Грубер    | Тренер               |
| Манца Кошир     | Шминкерка            |
| Мија Менцеј     | Чувар                |
| Алојз Милић     | Командир полиције    |

Остале улоге ▼
| Глумац          | Улога    |
| --------------- | -------- |
| Владимир Јурц   | Човек    |
| Санди Павлин    | Професор |
| Миро Подјед     | Мајстор  |
| Стане Потиск    | Доктор   |
| Павле Раковец   | Роббер   |
| Звоне Седлбауер | Директор |
| Злата Родошек   |          |
| Алеш Валич      | Асистент |
| Оливер Телбан   |          |
| Биба Урсич      |          |
| Бостјан Врховец |          |